# Sân vận động Khalifa bin Zayed
Sân vận động Khalifa bin Zayed (tiếng Ả Rập: استاد خليفة بن زايد) là một sân vận động đa năng ở Al Ain, Các Tiểu vương quốc Ả Rập Thống nhất.

## Lịch sử

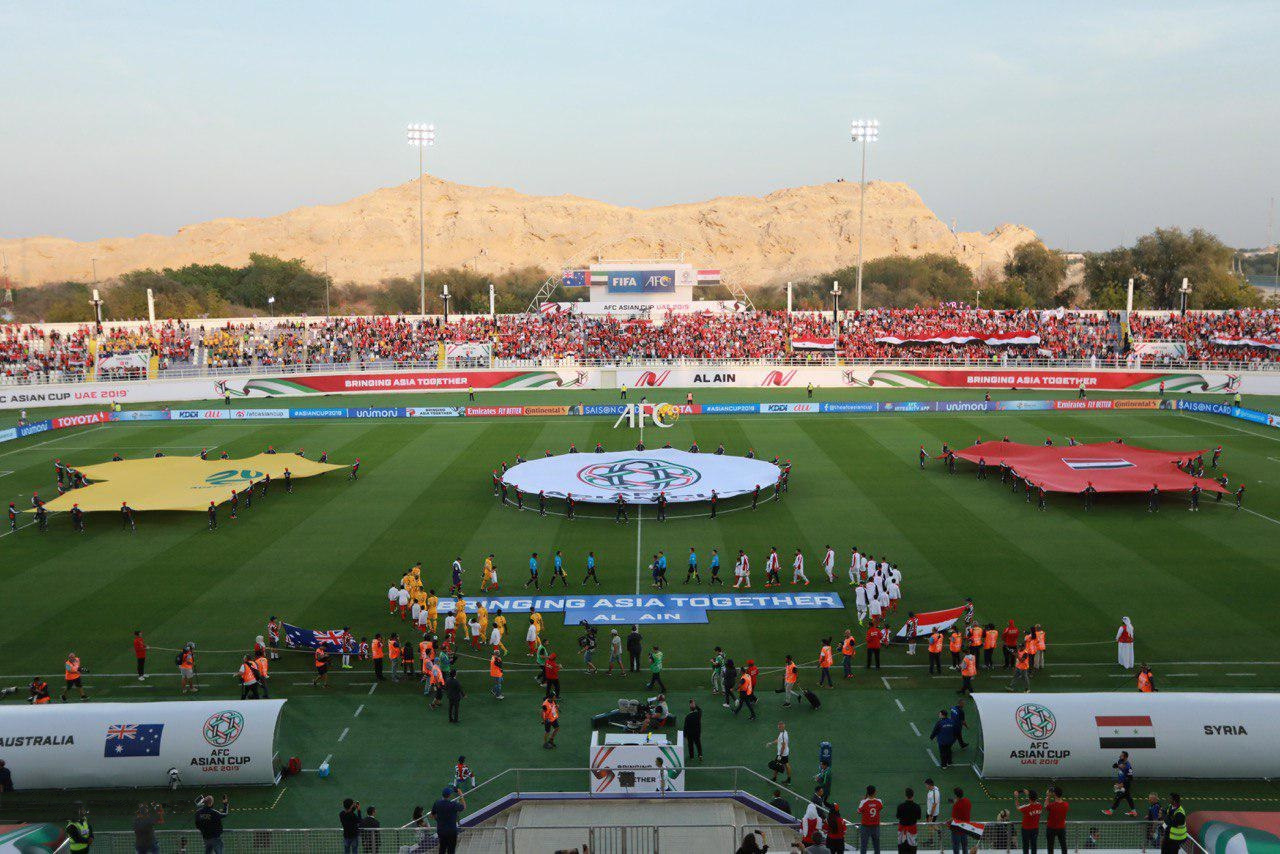
Trận đấu giữa Australia và Syria tại Cúp bóng đá châu Á 2019, với Jabal An-Naqfah trong nền

Một trong những sự kiện nổi bật được tổ chức trên sân vận động này là các trận đấu bảng E của Giải vô địch bóng đá trẻ thế giới 2003 và sân vận động cũng đã tổ chức một số trận đấu từ Cúp bóng đá châu Á 1996.
Sân vận động được sử dụng chủ yếu cho các trận đấu bóng đá và là một trong những sân nhà của Al-Ain FC. Sân vận động đã được cải tạo vào năm 2002 và nâng sức chứa lên 12.000 người và tính đến mùa giải 2006/2007, tất cả các trận đấu của đội Al Ain đều được diễn ra tại sân vận động này. Sân vận động đã trải qua một đợt nâng cấp và cải tạo đáng kể khác, để chuẩn bị cho Cúp bóng đá châu Á 2019, được tổ chức tại UAE.

### Cúp bóng đá châu Á 2019
Sân vận động Quốc tế Sheikh Khalifa đã tổ chức 6 trận đấu của Cúp bóng đá châu Á 2019, bao gồm 1 trận đấu vòng 16 đội.

| Ngày                | Thời gian | Đội số 1          | Kết quả                | Đội số 2   | Vòng        | Khán giả |
| ------------------- | --------- | ----------------- | ---------------------- | ---------- | ----------- | -------- |
| 7 tháng 1 năm 2019  | 15:00     | Trung Quốc        | 2–1                    | Kyrgyzstan | Bảng C      | 1.839    |
| 10 tháng 1 năm 2019 | 17:30     | Jordan            | 2–0                    | Syria      | Bảng B      | 9.152    |
| 13 tháng 1 năm 2019 | 15:00     | CHDCND Triều Tiên | 0–6                    | Qatar      | Bảng E      | 452      |
| 15 tháng 1 năm 2019 | 17:30     | Úc                | 3–2                    | Syria      | Bảng B      | 10.492   |
| 17 tháng 1 năm 2019 | 17:30     | Nhật Bản          | 2–1                    | Uzbekistan | Bảng F      | 7.005    |
| 21 tháng 1 năm 2019 | 18:00     | Úc                | 0–0 (h.p.) (4–2 ph.đ.) | Uzbekistan | Vòng 16 đội | 6.809    |